# Stensjön (Alfta socken, Hälsingland, 677450-150970)
Stensjön är en sjö i Bollnäs kommun och Ovanåkers kommun i Hälsingland och ingår i Ljusnans huvudavrinningsområde. Sjön har en area på 0,211 kvadratkilometer och ligger 323,1 meter över havet.

## Delavrinningsområde
Stensjön ingår i det delavrinningsområde (677437-150967) som SMHI kallar för Utloppet av Stensjön. Medelhöjden är 336 meter över havet och ytan är 1,47 kvadratkilometer. Det finns inga avrinningsområden uppströms utan avrinningsområdet är högsta punkten. Vattendraget som avvattnar avrinningsområdet har biflödesordning 4, vilket innebär att vattnet flödar genom totalt 4 vattendrag innan det når havet efter 118 kilometer. Avrinningsområdet består mestadels av skog (84 procent). Avrinningsområdet har 0,21 kvadratkilometer vattenytor vilket ger det en sjöprocent på 14,1 procent.